# Diga di Gousho
La diga di Gousho (合所ダム?, Gousho damu) è una diga ad Ukiha, nella prefettura di Fukuoka, in Giappone.